# Ferdinand Ludwig von Zeppelin

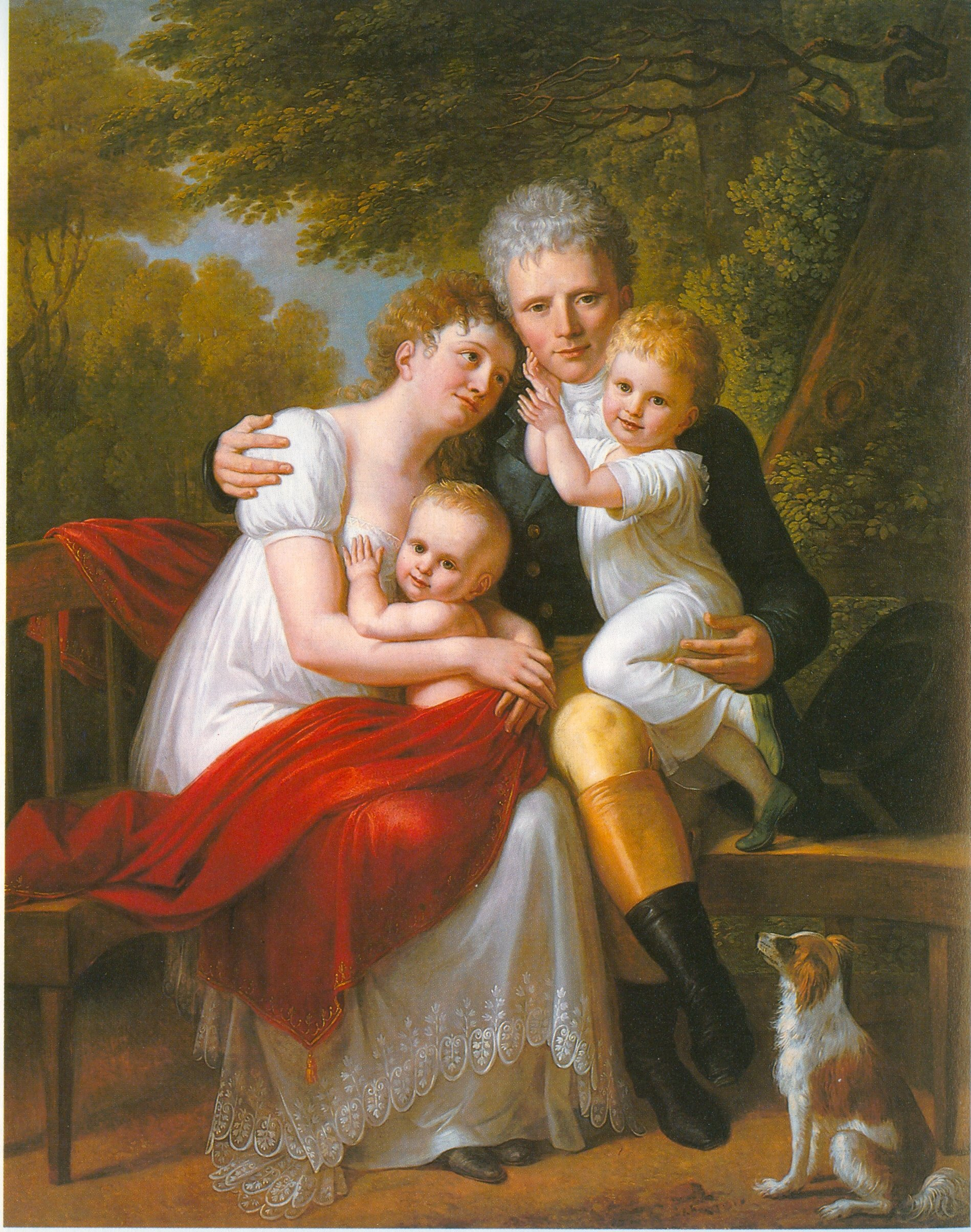
Graf Ferdinand Ludwig von Zeppelin mit seiner Familie auf einem Gemälde von Philipp Friedrich von Hetsch,1809

Ferdinand Ludwig Graf von Zeppelin (* 28. November 1772 in Güstrow; † 21. Januar 1829 in Wien) war ein deutscher Diplomat und Politiker in Diensten der  Könige Friedrich von Württemberg und Wilhelm von Württemberg.

## Familie
Die Herren von Zeppelin entstammen einem Adelsgeschlecht, welches sich seit dem 13. Jahrhundert in Mecklenburg nachweisen lässt. Ferdinand Ludwig von Zeppelin war der Sohn von Melchior Johann Christoph von Zeppelin (* 1731; † 1782), der als Rittmeister im Dienste des Kurfürstentums Hannover stand. Ferdinand Ludwigs Mutter war Friederike Charlotte geborene Edle von Walsleben (* 1737; † 1802), die Mutter von insgesamt 13 Kindern war. Ferdinand Ludwigs älterer Bruder, der Reichsgraf Karl von Zeppelin (* 1766; † 1801), war Staats- und Konferenzminister sowie Präsident des Geheimen Rats im Dienste des Herzogs von Württemberg. Er wurde der Begründer der Reichsgrafenlinie Zeppelin-Aschhausen, die im Königreich Württemberg mehrere Abgeordnete für die Zweite Kammer der Landstände aus dem Kreis der Ritterschaft stellte. Um Ferdinand Ludwigs 1801 verstorbenen Bruder Karl zu ersetzen, bemühte sich Herzog Friedrich darum, dass Ferdinand Ludwig ebenfalls in württembergische Dienste treten konnte. Ferdinand Ludwig von Zeppelin heiratete 1802 Pauline Freiin von Maucler (* 1785; † 1863). Sie war die Schwester des Eugen von Maucler, der später Präsident des Geheimen Rats wurde. Aus der Ehe mit Pauline gingen insgesamt sieben Kinder hervor, darunter der Sohn Friedrich von Zeppelin (* 1807; † 1886), der der Vater des berühmten Luftschiffpioniers Ferdinand Graf von Zeppelin war. Anlässlich der Erhebung Württembergs zum Königreich wurde Zeppelin 1806 in den erblichen württembergischen Grafenstand erhoben.

## Militärische Laufbahn in österreichischen Diensten
Ferdinand von Zeppelin trat 1789 im Alter von 16 Jahren als Fähnrich in das österreichische Dragonerregiment Herzog von Württemberg (Nummer 38) ein. Der Oberst-Inhaber des Regiments war zu der Zeit Herzog Carl Eugen. Während des Türkenkriegs von 1788 bis 1791 erlitt Zeppelin seine erste Verwundung. In den zwölf Jahren der Zugehörigkeit zu dem Regiment stieg er bis zum 1800 erreichten Rang eines Rittmeisters auf. Durch eine weitere schwere Verwundung in der Schlacht bei Marengo am 14. Juni 1800 erlitt er eine Kriegsversehrung, die ihm zeitlebens mehr oder weniger schwere Komplikationen bereitete. Ein Jahr später wurde er ehrenvoll aus dem österreichischen Militärdienst verabschiedet.

## Diplomat und Politiker in württembergischen Diensten
Am 16. August 1801 trat Zeppelin in den Dienst des Herzogs und späteren Königs Friedrich von Württemberg. Er wurde zum herzoglichen Kammerherrn, Major und Flügeladjutanten der Kavallerie ernannt. 1803 erfolgte seine Beförderung zum Oberstleutnant und 1804 zum Oberst und Kommandeur der Gardes du Corps. 1805 wechselte er aus gesundheitlichen Gründen vom aktiven Militärdienst in das zivile Amt eines kurfürstlichen Reisemarschalls. Im Jahre 1807 wurde er zum Wirklichen Geheimen Rat und außerordentlichen bevollmächtigten Gesandten in Paris ernannt. Im Juli des Jahres 1810 ging er von Paris nach Ulm, um dort im Amt eines „Landvogts an der Donau“ die Umsetzung des bayerisch-württembergischen Grenzregulierungsvertrags zu überwachen, an dessen Zustandekommen er selbst in Paris mitgewirkt hatte. Am 12. Februar 1812 ernannte König Friedrich ihn zum Staats- und Kabinettsminister und übertrug ihm als Nachfolger von Karl August Ludwig Graf von Taube die Leitung des Departements der auswärtigen Angelegenheiten. Es war Ferdinand von Zeppelins wesentlicher Verdienst, dass am 2. November 1813 das Königreich Württemberg mit dem Vertrag von Fulda rechtzeitig ins Lager der Koalition gegen Napoleon übertrat, so dass Fürst Metternich eine Zusicherung zum Fortbestand des Königreichs abgab. Somit konnte Württemberg an der Seite der Sieger aus den Befreiungskriegen hervorgehen. Am 14. Juli 1814 übernahm Zeppelin an Stelle des erkrankten Grafen von Taube als Staats- und Konferenzminister das Departement der königlichen Haus- und Familienangelegenheiten und wurde Großkanzlers der königlichen Orden und der Polizei (besonders in den beiden Residenzen Stuttgart und Ludwigsburg). Das Departement der auswärtigen Angelegenheiten ging am 7. August 1814 an den Grafen von Wintzingerode. Bereits am 27. Juli 1814 begab sich Zeppelin unter Beibehaltung seiner Ministerämter als außerordentlicher bevollmächtigter Gesandter nach Paris an den Hof des restaurierten Bourbonen-Königs Ludwig XVIII. Wegen der mit Napoleons Rückkehr von Elba verbundenen Herrschaft der Hundert Tage musste Zeppelin im März 1815 Paris eiligst verlassen und nach Stuttgart zurückkehren. Am 9. November 1816 wurde er erneut Minister der auswärtigen Angelegenheiten, des königlichen Hauses und der Polizei der Residenzen. Mit der Konstituierung des Geheimen Rats wurde er im November 1817 zum „Staatsminister und Geheimenrath“ ernannt. Am 17. Mai 1819 erfolgte seine Entlassung aus dem württembergischen Staatsdienst. Von 1819 bis 1826 war er Gutsbesitzer im württembergischen Ort Münster. Am 19. November 1820 erhielt Zeppelin „als Beweis des königlichen Vertrauens“ eine Ernennung zum lebenslangen Mitglied der Kammer der Standesherren. Im Jahre 1826 wurde er außerordentlicher Gesandter am kaiserlichen Hof zu Wien. Auf der Reise dorthin überbrachte Zeppelin ein Schreiben seines Königs Wilhelm von Württemberg an den König Ludwig von Bayern, welcher die Gründung eines Zollvereins zwischen beiden Königreichen anregte. In Wien traf er wieder seinen ehemaligen obersten Dienstherrn, den österreichischen Kaiser Franz. Im Alter von 57 Jahren erlag Ferdinand von Zeppelin in Wien einem schmerzhaften Magenleiden.

## Ehrungen
- 1808 Orden des Goldenen Adlers[3]
- 1813 Schwarzer Adlerorden
- 1813 k.u. Sankt-Stephans-Orden
- 1813 Alexander-Newski-Orden
- 1818 Orden der Württembergischen Krone, Großkreuz[4]